# 中庭

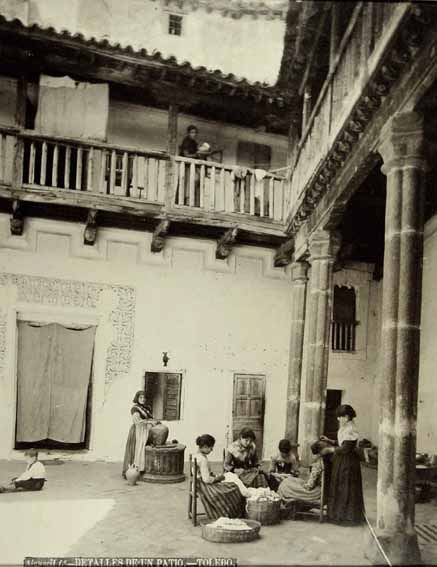
トレドの庶民が暮らすアパルタメントの中庭。共同の水場があり、女性が集い世間話をするコミュニティー空間。1866年の写真。

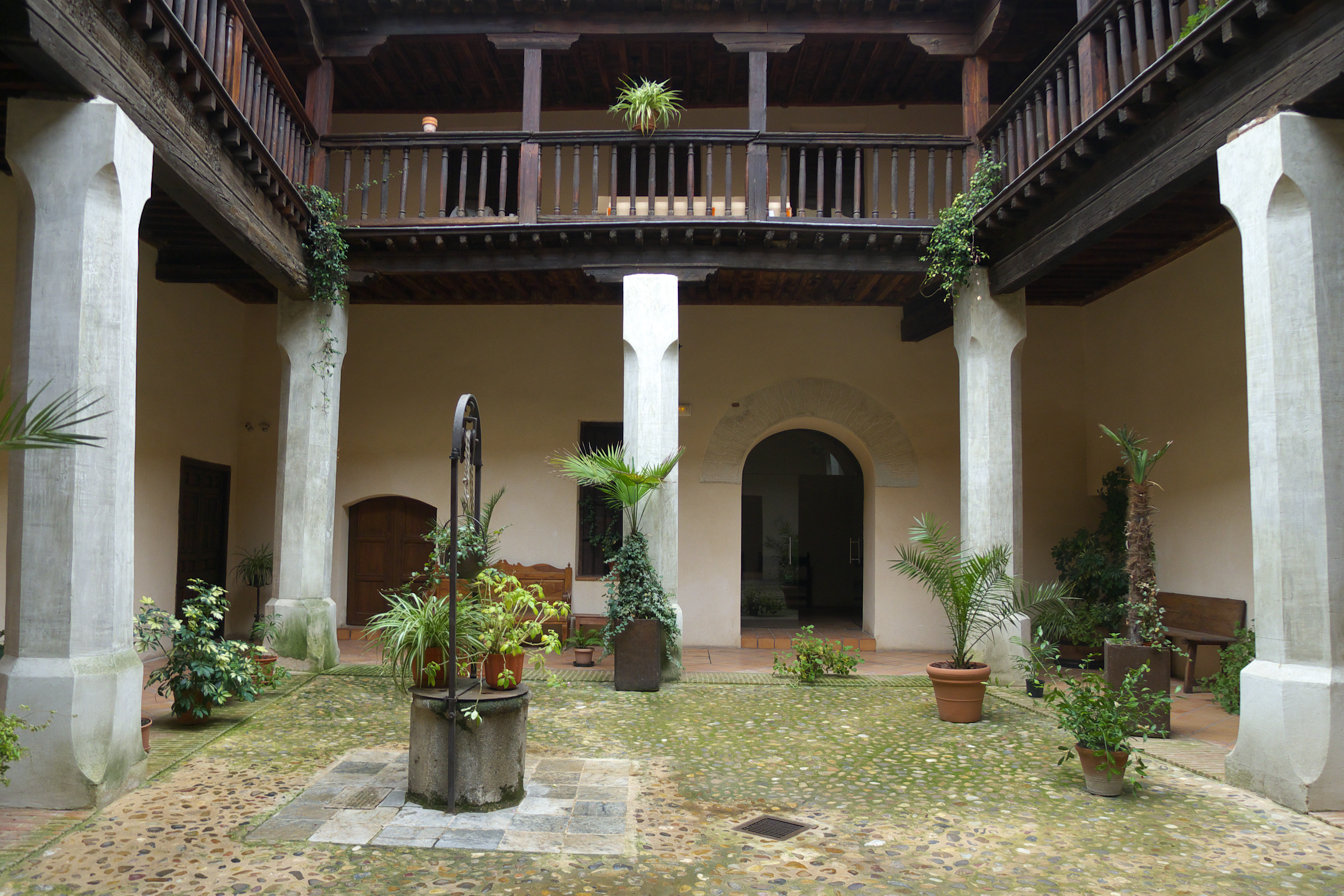
トレドの中庭

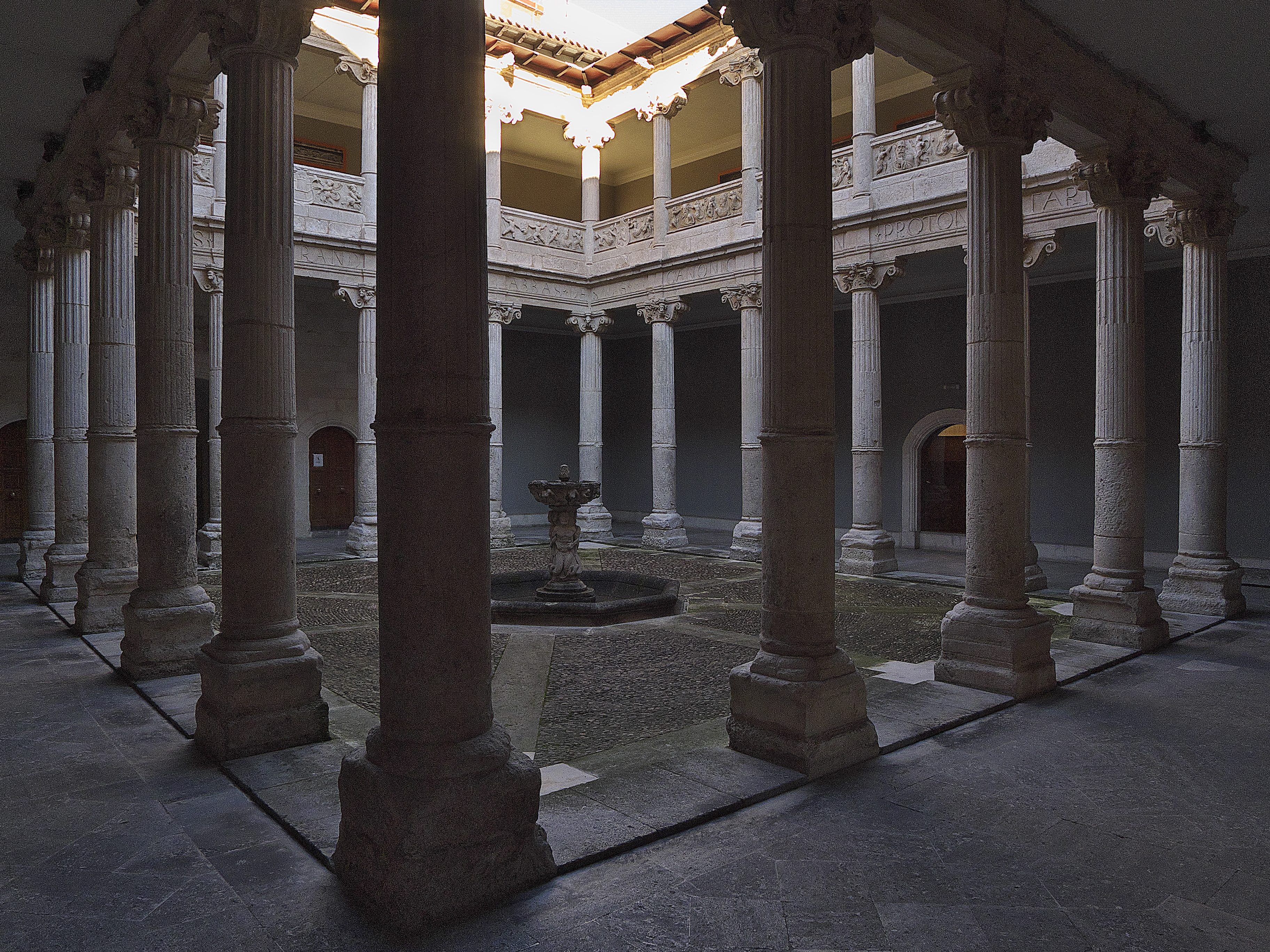
スペインにある中庭。1545年

オーストリアの城:en:Hohenwerfen Castleの中庭

中庭（なかにわ）とは、周囲を建築物等に囲まれた庭である。

## 概説
中庭のある住居は世界中で設計され建設されており、時代ごとに様々なバリエーションが存在する。
中庭は、屋内空間と野外空間の中間的な性質を持っており、プライバシー、セキュリティ、静けさといった屋内的な特徴と同時に、新鮮な空気や日照といった屋外空間の特徴を提供してくれる。
中庭のある住居はどちらかと言うと温暖な気候に適しており、中央の中庭が住居を冷却する役割を果たす。ただし、厳しい気候の場所でも中庭のある住居が建てられている。

## 歴史
壁や建物に囲まれた屋根のないスペースという意味での中庭は、人類が住居を建設するようになったころから建築に取り入れられていた。
中庭が生まれる以前、家の中心で焚き火を燃やし続けるために天井に煙を逃がす小さな穴を開けていた。この小さな開口部が時と共に大きくなっていき、今日見られるような屋根のない中庭へと発展した。
中庭のある住居は紀元前3000年ごろに中東（現在のイランに相当する場所）や中国に存在した。中庭は外界から守られていながら、建物内部の空間ではないという特徴を有し、穏やかな外部空間として、調理場、仕事場、眠る場所、遊び場、庭園、動物を飼う場所など、多目的に利用されてきた。
紀元前2000年ごろのウルでは、屋根のない広場を取り囲むようにレンガ製の2階建ての住居が建てられていた。台所、仕事場、客間などが1階にあり、私室が上の階にあった。
古代ローマの都市住宅には、アトリウムとペリスティリウムという公私2つの中庭があったことが知られている。
古代ローマのドムスでは、中央にある屋根のない部分を「アトリウム」と呼んだ。今日では「アトリウム」という語はガラスで覆われた中庭を指すのが一般的である。古代ローマのアトリウムのある家は通りに沿って並んでいた。1階建てで外壁には窓がなく、採光はもっぱら玄関とアトリウムに頼っていた。アトリウムの中心には本来は炉床があって火が焚かれていたが、それは別の場所に移され、インプルウィウム (impluvium) と呼ばれる雨水を溜めた浅いプールがアトリウムの中央に設けられるようになった。ドムスには第2の開口部として庭園が配されることが多く、その周囲をギリシア様式のコロネードで取り囲んでいた。これをペリスタイルと呼ぶ。この中庭の周囲は柱廊のようになっており、後の修道院の構造に影響を与えた。
中東の中庭のある住居は、遊牧民としての生活が影響している。台所、寝室など部屋の役目を明確に決めず、気温や太陽の位置に従って最適となるように部屋の役割を設定した。夏は平らな屋根の上で眠ることも多かった。イスラム文化においては女性に外出させない場合があり、女性にとって中庭が唯一の屋外空間ということもあった。
中世ヨーロッパの農家は中庭のある住居の典型の1つである。4つの建物が四角い中庭を取り囲むように建ち、それぞれが急勾配の草葺きの屋根になっている。中央の中庭は作業場、集会場、小さめの家畜を飼う場所として使われた。中庭と外は2方または3方で高くなった歩道で繋がっていた。このような構造は、襲撃に備えた防御のための構造でもある。
ドイツにおける中庭をもつ建物の例としては、ミーツカゼルネ（兵舎のような賃貸アパートの意）や、ミッテ区にあるハッケシェ・ヘーフェなどがある。宗教空間でも教会、モスク、仏教寺院に中庭がある。

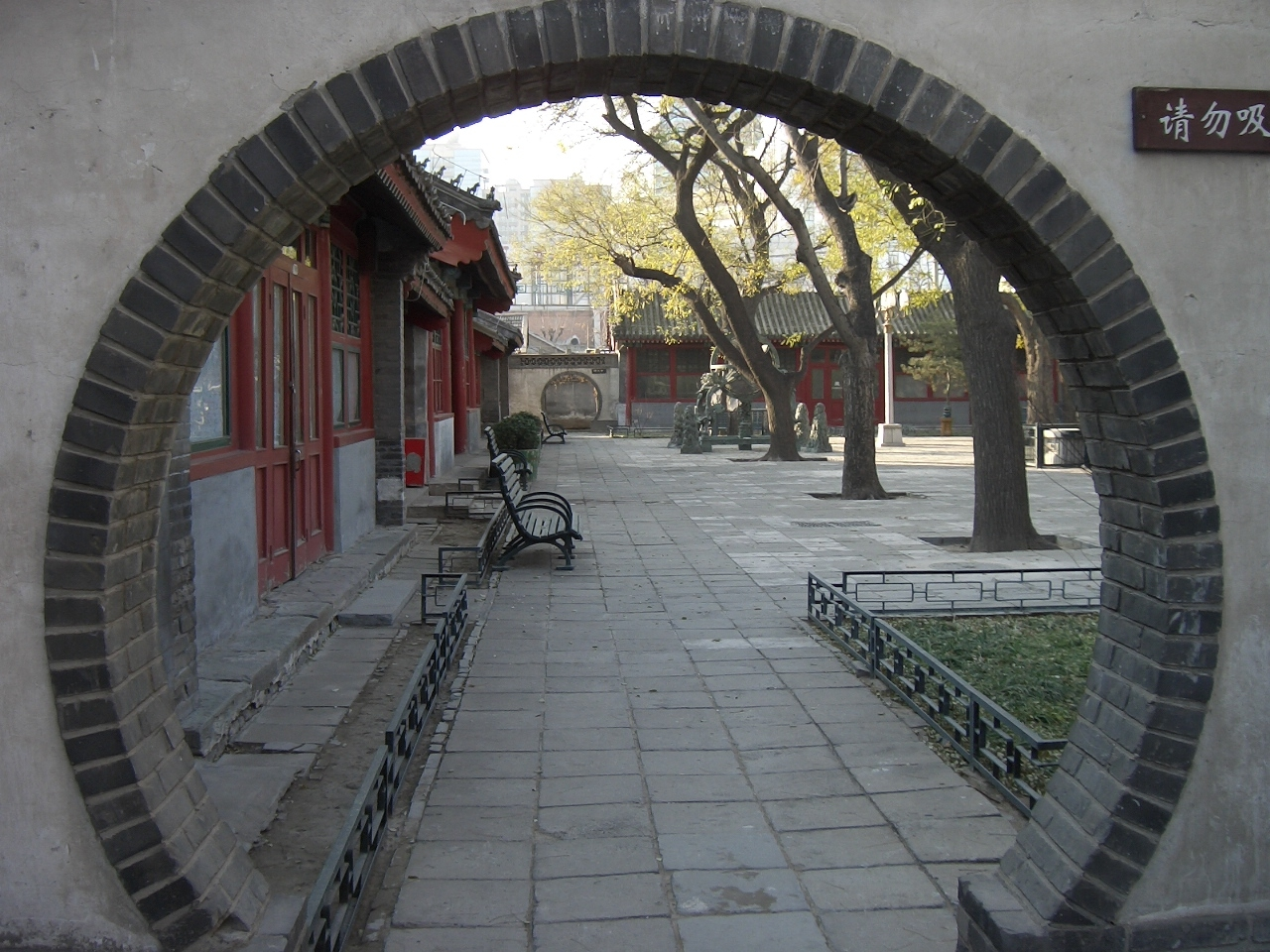
中国北京の中庭

中国の伝統的な中庭のある住居を四合院と呼び、広場を取り囲むようにいくつかの住居が配置されている。それぞれの住居には家族の各員が住み、家族が増えると背後にさらに住居を追加した。中国の中庭は「院子（ユアンツ）（ユェンツ）」「天井（ティエンテン）」と呼ばれ、庭園と井戸があり、プライバシーと静穏の場所になっている。場合によっては複数の中庭があり、表通りから離れるに従ってプライバシーがさらに確保されるようになっている。来客は一番外側の中庭で迎えられ、一番内側の中庭にはごく親しい友人や家族しか入らせなかった。

### パティオ

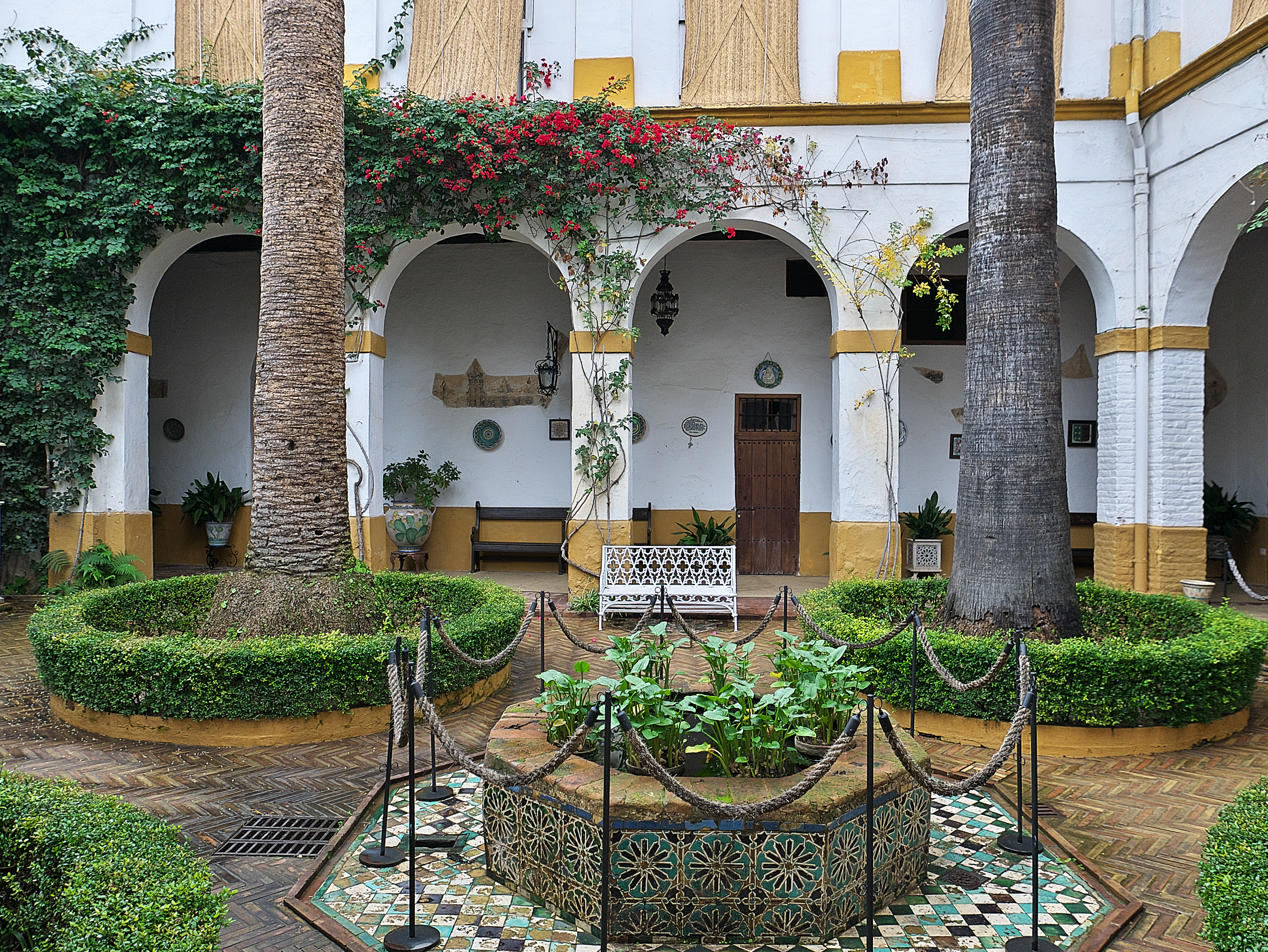
セヴィリアのパティオ

スペイン語のパティオ（スペイン語: patio）はスペインの住宅における中庭のことで、食事、住民の交流、娯楽、昼寝（シエスタ）、子供の遊び場など多目的に使用される空間である。
建築的には古代ローマやイスラムの影響を受けている。通常、石やタイルが敷かれ、噴水や植木が取り入れられている。基礎は圧縮したストーンチップ、砂の層、セメント・モルタルの層などから成る。
スペイン風の住居の屋根のない中庭を指す以外に、住居と庭園の間の舗装された部分を指す場合がある。
スペイン以外のパティオ
オーストラリアやインドでは、バルコニーやベランダをパティオと呼ぶことが多い。
モロッコではパティオをもつ古建築を利用した、リヤドという宿泊施設が欧米の富裕な旅行者の間で人気。
フィンランドのオウルでは、パブやレストランの屋外の飲食スペースをパティオと呼ぶ。通常このようなスペースはテラスと呼ぶのが一般的だが、フィンランドではその語は滅多に使われない。

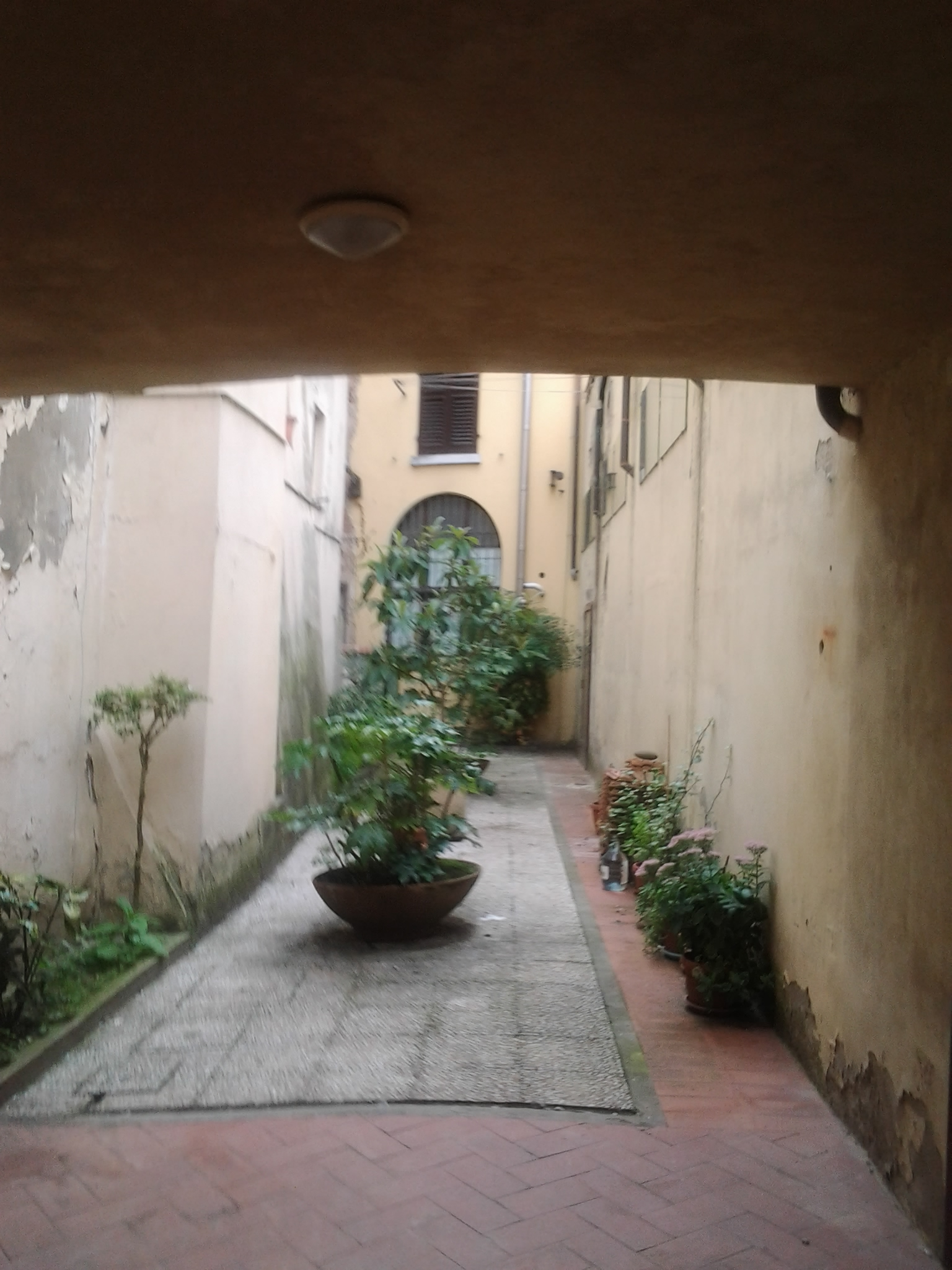
イタリア、トスカーナ地方のパティオ
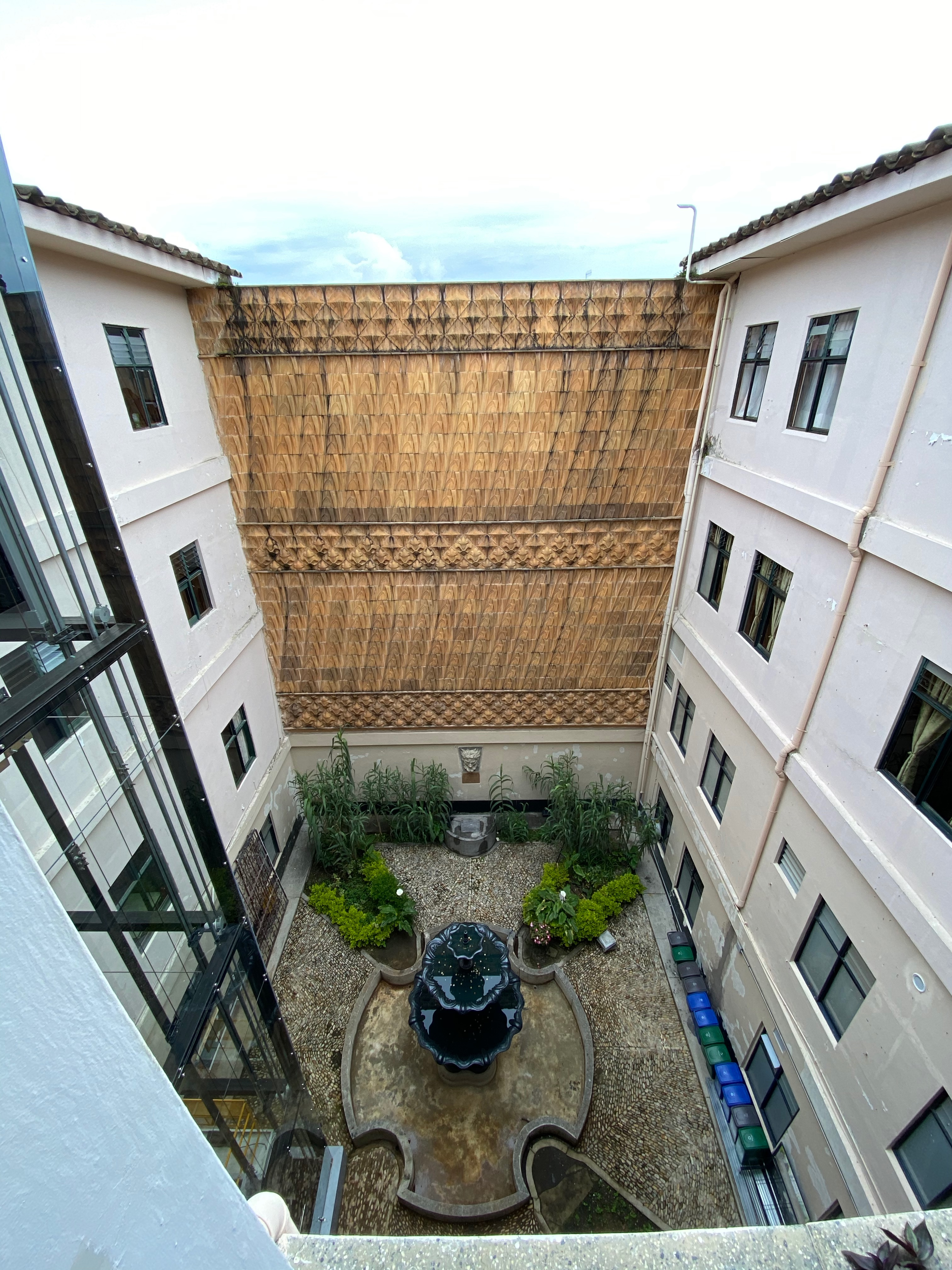
la Casa Consistorialのパティオ

## 歴史的な宮殿の中庭
王宮、宮殿にはしばしば中庭が設けられた。

## 日本
日本では、庶民の暮らす長屋には中庭が無かったが、裕福な商家には坪庭があった。
日本の街は中庭を持たなかった代わりに、路地が発達し、これが中庭や小さな広場のような機能を充分に果たし、周囲の住民のコミュニティー空間として機能した。
1980年代には社会現象を起こしたドラマ『金曜日の妻たちへ』の中で男女がパティオに集まり飲んでおしゃべりをする姿が映し出され、パティオを持つ家が憧れの対象となったが、庶民に手が届く敷地は手狭で、中庭を作ることは困難で普及しなかった。その劇中でパティオと呼ばれたものも広いベランダに近いものだった。

## 現代建築の中庭
中国の住居をモデルとして現代化したバージョンでは、中庭を配することで住居を翼に分割することができる。例えば、一方の翼には客間やダイニングを配し、もう一方の翼には家族の寝室などプライバシーを重視した部分を配する。
メリーランド州ボルチモアの Hooper House もその例である。
20世紀前半、ロサンゼルスで中庭のある住居の新たな流行が生まれた。見た目は地中海風の建築を真似ているが、中庭を効果的に配することで開かれた雰囲気と安全性を両立し、スケール感を出している。この建築は人気となり、アメリカ合衆国の西海岸全体に広まった。ロサンゼルスにはそのような住居が多数あり、『メルローズ・プレイス』などのテレビドラマにもよく出てくる。

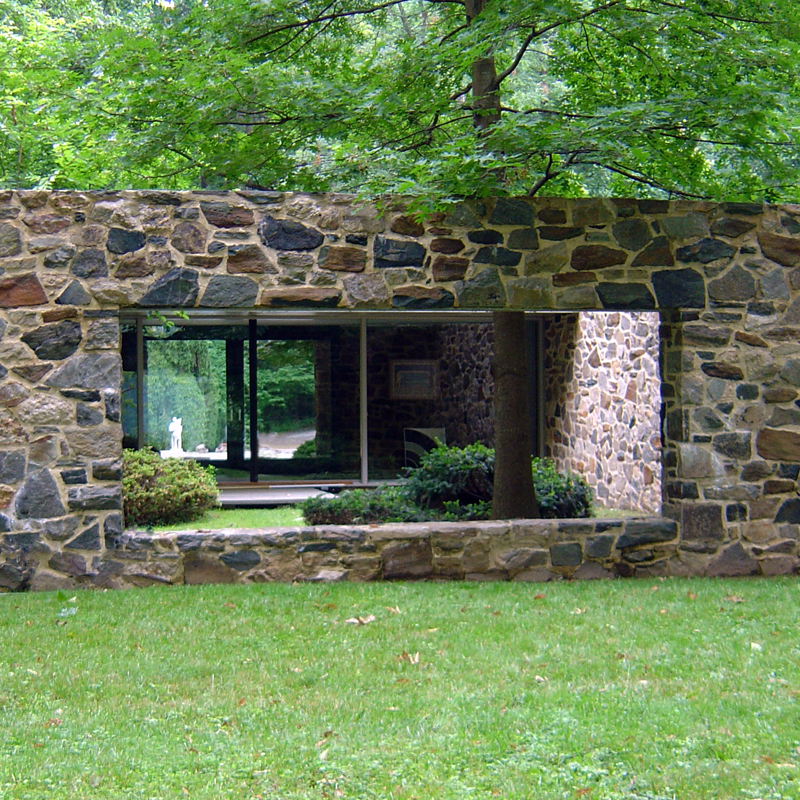
Hooper House
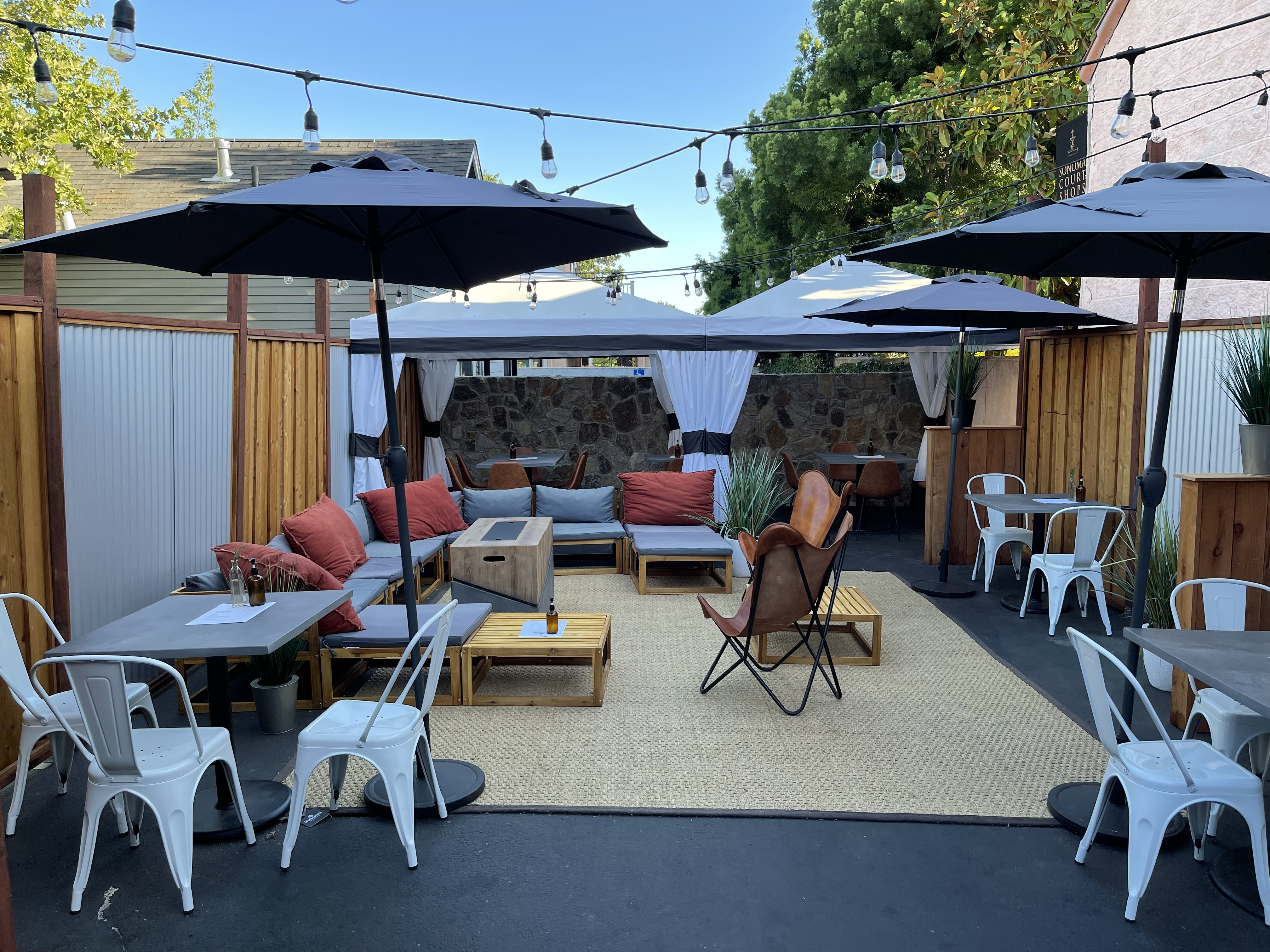
米国カリフォルニアにある現代の住宅の中庭
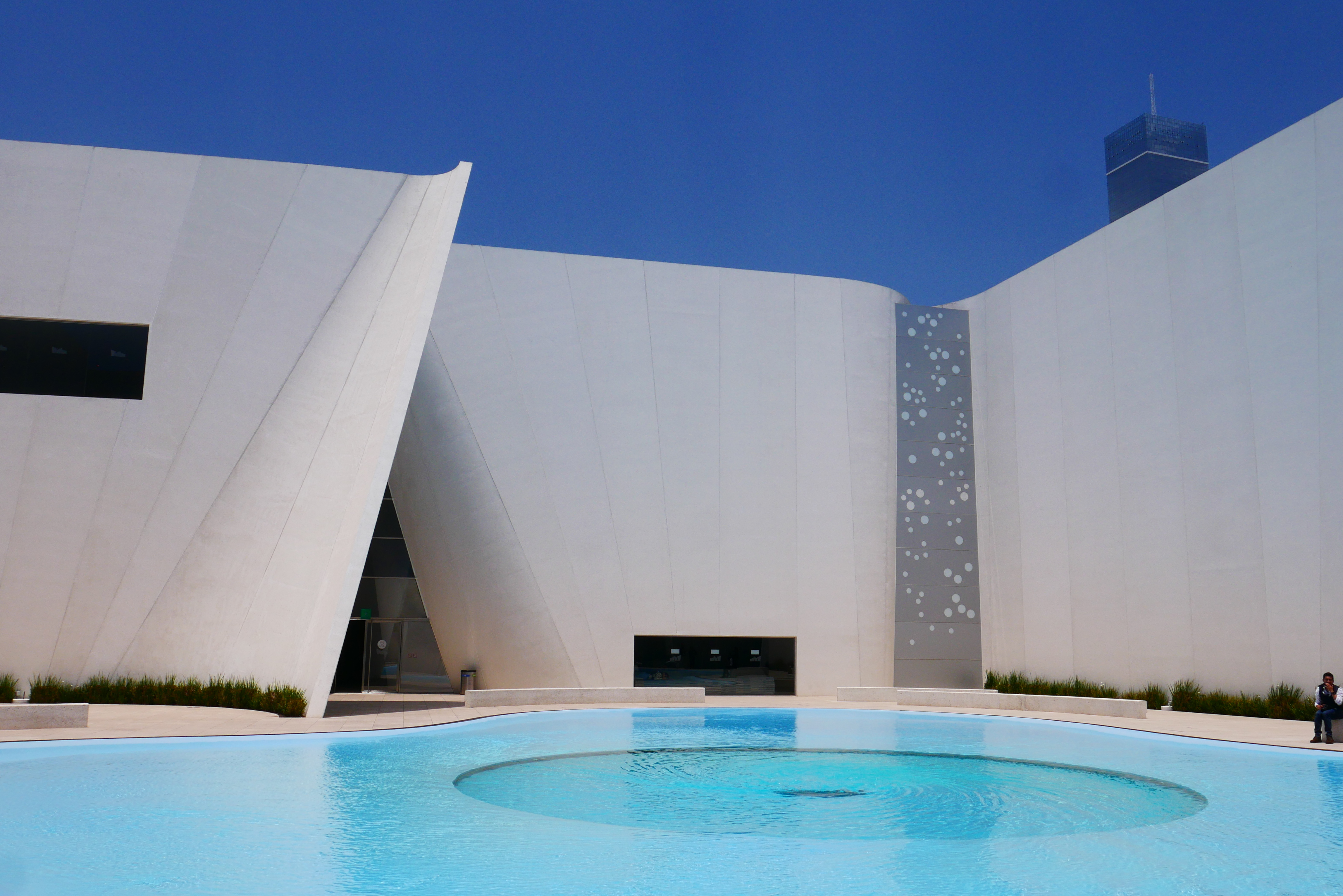
現代の美術館の中庭

## 呼称関連の雑学
英語ではcourtまたはcourtyardと呼び、宿泊施設や公共施設の中庭は主に集会場所として使われていたことから、"court" が法廷も意味するようになった。